# ثكنات السليمية
ثكنات السليمية(بالتركية: Selimiye Kışlası)، المعروفة أيضًا باسم ثكنات أسكدار هي ثكنة للجيش التركي تقع في منطقة أسكدار في الجزء الآسيوي من أسطنبول، تركيا. تم بنائها في عهد السلطان سليم الثالث لأول مرة في عام 1800 لجنود النظام الجديد في إطار جهود  الإصلاح العسكري العثماني.

## البناء
تم تصميم الثكنات بواسطة عائلة باليان (عائلة من المهندسين المعماريين مُحكمة في خدمة السلاطين العثمانيين). ولكنها أحرقت في 1806 من قِبل  الثوريين، الذين كانوا ضد الإصلاحات. تم إعادة بناء الثكنات في عام 1825 بناءً على قرار من قِبل السلطان محمود الثاني وتم الانتهاء منها في 6 فبراير 1828. وهي عبارة عن مبنى مستطيل عملاق 200 م × 267 م (656 قدم × 876 قدم) مع ساحة عرض كبيرة في المركز . يتكون المبنى من ثلاثة طوابق على ثلاثة أجنحة وطابقين فقط في الجناح الشرقي بسبب التضاريس المائلة. في عهد السلطان عبد المجيد الأول تم تجديد ثكنات السليمية مرتين، الأولى كان في 1842-1843، والثاني في 1849-50. خلال عملية التجديد تمت إضافة برج من سبعة طوابق إلى كل زاوية من الزوايا الأربع، مما يمنح الثكنات الشكل الذي تبدو عليه اليوم.

## حرب القرم
خلال حرب القرم (1854-1856)، تم تخصيص الثكنات  للجيش البريطاني، الذي كان في طريقه من بريطانيا إلى شبه جزيرة القرم. ولكن بعد مغادرة الجيش، تم تحويل الثكنات إلى مستشفى عسكري مؤقت.
في 4 نوفمبر 1854، وصلت فلورنس نايتنجيل إلى أسكدار مع 37 ممرضة متطوعه. اهتموا بالآلاف من الجرحى والجنود المصابين حتى عادت إلى ديارها في عام 1857 كبطلة.
وقتل حوالي 6000 جندي في ثكنات السليمية خلال الحرب، وتوفي معظمهم نتيجة لوباء الكوليرا. دفن الموتى على قطعة أرض بالقرب من الثكنات، التي أصبحت فيما بعد تعرف باسم مقبرة حيدر باشا.
اليوم، البرج الشمالي من الثكنات هو متحف.

## اليوم
أصبحت الثكنات مقر  للجيش الأول من القوات البرية التركية.